# Consejería de Empresa y Trabajo de la Generalidad de Cataluña
La consejería de Empresa y Trabajo es una de las consejerías del Gobierno de Cataluña 2021-2025. Esta consejería fue creada el 25 de mayo de 2021 uniendo las competencias de las anteriores consejerías de Empresa y Conocimiento y de Trabajo, Asuntos Sociales y Familias. El actual consejero es Roger Torrent i Ramió.

## Competencias
El DECRETO 21/2021, de 25 de mayo, de creación, denominación y determinación del ámbito de competencia de los departamentos de la Administración de la Generalidad de Cataluña, establece las competencias de las distintas consejerías de la Generalidad de Cataluña.
Las competencias de esta Consejería son en materia de comercio interior, artesanía, turismo y la industria, así como la seguridad industrial y las competencias en industria minera. También cuenta con las competencias en innovación, las políticas de emprendimiento y la internacionalización de las empresas catalanas. Además, en el ámbito del trabajo tiene las competencias en relaciones laborales y la inspección de trabajo, así como las políticas de empleo y la intermediación laboral. En cuanto a la calificación profesional, las competencias se ejercerán en coordinación con el sistema de formación y cualificación profesionales, asignado al Departamento de Educación. Además, tiene competencias en las materias de economía social, el tercer sector, las cooperativas y la autoempresa. Quedan adscritos a la Consejería de Empresa y Trabajo el Servicio Público de Empleo de Cataluña, el Consorcio para la Formación Continua de Cataluña y el Consorcio de Formación Profesional de Automoción.

## Consejeros
| Consejería                              | Periodo                                 | Periodo                                 | Titular                      | Titular      | Partido | Partido       | Generalitat | Generalitat                | Generalitat |
| Consejería                              | Inicio                                  | Fin                                     | Titular                      | Titular      | Partido | Partido       | Gobierno    | Presidente                 | Presidente  |
| --------------------------------------- | --------------------------------------- | --------------------------------------- | ---------------------------- | ------------ | ------- | ------------- | ----------- | -------------------------- | ----------- |
| Trabajo                                 | 8 de mayo de 1980                       | 14 de junio de 1983                     | Joan Rigol                   |              | UDC     |               | Pujol I     | Jordi Pujol                |             |
| Trabajo                                 | 14 de junio de 1983                     | 4 de julio de 1988                      | Oriol Badia i Tobella        |              | CDC     |               | Pujol II    | Jordi Pujol                |             |
| Trabajo                                 | 4 de julio de 1988                      | 29 de noviembre de 1999                 | Ignasi Farreres i Bochaca    |              | UDC     |               | Pujol III   | Jordi Pujol                |             |
| Trabajo                                 | 4 de julio de 1988                      | 29 de noviembre de 1999                 | Ignasi Farreres i Bochaca    | Pujol IV     | UDC     |               |             | Jordi Pujol                |             |
| Trabajo                                 | 4 de julio de 1988                      | 29 de noviembre de 1999                 | Ignasi Farreres i Bochaca    | Pujol V      | UDC     |               |             | Jordi Pujol                |             |
| Trabajo                                 | 29 de noviembre de 1999                 | 4 de noviembre de 2002                  | Lluís Franco i Sala          |              | UDC     |               | Pujol VI    | Jordi Pujol                |             |
| Trabajo, Industria, Comercio y Turismo  | 4 de noviembre de 2002                  | 20 de diciembre de 2003                 | Antoni Fernández Teixidó     |              | CDC     |               | Pujol VI    | Jordi Pujol                |             |
| Trabajo e Industria                     | 20 de diciembre de 2003                 | 28 de noviembre de 2006                 | Jordi Valls i Riera          |              | PSC     |               | Maragall    | Pasqual Maragall i Mira    |             |
| Trabajo                                 | 28 de noviembre de 2006                 | 29 de noviembre de 2010                 | María del Mar Serna Calvo    |              | PSC     |               | Montilla    | José Montilla Aguilera     |             |
| Empresa y Ocupación                     | 29 de noviembre de 2010                 | 25 de noviembre de 2012                 | Francesc Xavier Mena i López |              | CDC     |               | Mas I       | Artur Mas i Gavarró        |             |
| Empresa y Ocupación                     | 25 de noviembre de 2012                 | 14 de enero de 2016                     | Felip Puig Godes             |              | CDC     |               | Mas II      | Artur Mas i Gavarró        |             |
| Bienestar, Trabajo y Familia            | 14 de enero de 2016                     | 27 de octubre de 2017                   | Dolors Bassa                 |              | ERC     |               | Puigdemont  | Carles Puigdemont          |             |
| Aplicación del artículo 155 en Cataluña | Aplicación del artículo 155 en Cataluña | Aplicación del artículo 155 en Cataluña | María Fátima Báñez García    |              | PP      |               | Rajoy II    | Soraya Sáenz de Santamaría |             |
| Trabajo, Asuntos Sociales y Familias    | 2 de junio de 2018                      | 26 de mayo de 2021                      | Chakir El Homrani Lesfar     |              | ERC     |               | Torra       | Joaquim Torra i Pla        |             |
| Trabajo, Asuntos Sociales y Familias    | 2 de junio de 2018                      | 26 de mayo de 2021                      | Chakir El Homrani Lesfar     | Aragonès (e) | ERC     | Pere Aragonès |             |                            |             |
| Empresa y Trabajo                       | 26 de mayo de 2021                      | 12 de agosto de 2024                    | Roger Torrent i Ramió        |              | ERC     | Pere Aragonès |             | Aragonès                   |             |
| Empresa y Trabajo                       | 12 de agosto de 2024                    | En el cargo                             | Miquel Sàmper Rodríguez      |              | PSC     |               | Illa        | Salvador Illa              |             |